# Гилкрист, Конни
Конни Гилкрист (англ. Connie Gilchrist) — сценическое имя, под которым получила широкую известность Констанс Макдональд Гилкрист (англ. Constance Macdonald Gilchrist, 23 января 1865 года, Портси, графство Хэмпшир, Британская империя — 9 мая 1946 года, Стьюкли, Бакингемшир, Великобритания) — британская натурщица, фотомодель, актриса драматического и музыкального театра, исполнительница пантомимы, танцовщица бурлеска.
В детстве и юности позировала таким художникам и мастерам живописи как Фредерик Лейтон, Джеймс Уистлер, Джон Лавери, Джордж Фрэнсис Майлз, Фрэнк Монтегю Холл и Уильям Пауэлл Фрайт. Была музой писателя Льюиса Кэрролла в 1877—1878 годах. С 1892 года — супруга английского аристократа Эдмонда Уолтера Фицмориса, 7-го графа Оркни.
«Её черты каким-то образом захватили воображение викторианцев», — утверждала куратор галереи Гилдхолл Кэтти Пирс. В 2018 году целый ряд картин, для которых Гилкрист позировала, будучи девочкой, были представлены на выставке, посвящённой детям викторианской Великобритании, проходившей в Лондоне. Историей жизни Конни Гилкрист заинтересовались крупные британские и американские средства массовой информации The Daily Mail, The Guardian, Smithsonian. Её судьбе посвящены большие разделы в монографии профессора викторианской литературы в Университете Ройал Холлоуэй Энн Варти о детях на театральной сцене во II половине XIX века и статья доктора философии, преподавателя факультета искусств в Университете Святой Марии, Маргарет Макдональд в вышедшем в 2001 году в Великобритании справочнике, который содержит биографии артистов-моделей.

## Биография
Констанс Макдональд Гилкрист родилась на острове Портси в графстве Гэмпшир 23 января 1865 года (по другой версии — в районе трущоб за вокзалом Кингс-Кросс в северо-восточной части Лондона — Камдене, который в 1851 году писатель У. М. Томас описывал как «болото, полное грязи и отбросов»). Она была дочерью Матильды Марии Гилкрист, урождённой Портер, и механика (англ. «an engine smith») Дэвида Гилкриста. Отец родился в Шотландии, а мать — в Милфорд-Хейвене. Констанс была самой младшей из пяти их дочерей. Принято считать, что мать Конни Гилкрист — это натурщица Тилли Гилкрист, которая в 1871 году позировала в качестве модели в жанре ню Джеймсу Макнилу Уистлеру. Куратор галереи Гилдхолл Кэтти Пирс считала, что с помощью известности девочки семья пыталась выбраться из нищеты.

### Театральная карьера
Первое появление Конни Гилкрист на сцене состоялось в 1873 году, когда она сыграла Принца грибов в постановке пьесы «Джек в коробке» в театре Друри-Лейн. Три года спустя её выступление в роли Арлекина в детской пантомиме Театра Адельфи «Маленькая паинька» («Словарь драмы» 1904 года называет пьесу, в которой девочка сыграла Арлекина, «Детьми в лесу») вызвало стремительный рост популярности («Словарь драмы» 1904 года и Энн Варти относили первое выступление девочки в этой роли к 1874 году и не считали его судьбоносным для Гилкрист). К 1875 году она уже играла на Рождественских праздниках в Вест-Энде, а в 14 лет она получила контракт на полный рабочий день с лондонским театром Гейэти (англ. Gaiety Theatre), где сыграла деву Мэриан в «Маленьком Робин Гуде» и Миранду в пьесе «Ариэль» — пародии на «Бурю» Уильяма Шекспира, исполнила роли в «Синей Бороде» и «Пузырях». Несмотря на то, что она появлялась в сотнях сценических шоу, превращаясь в звезду, те, кто встречал маленькую модель в мастерских художников, вспоминали её как довольно грустную маленькую девочку.
Талант актрисы музыкального театра в Конни Гилкрист раскрыл импресарио, журналист и писатель Джон Холлингсхед, ставший первым художественным руководителем театра Гейэти в Лондоне. Его внимание к девочке привлёк актёр и драматург Монтегю Уильямса. Холлингсхед писал: «Я сделал всё, что мог, чтобы ей было удобно в театре, и она отплатила мне спокойным и дружелюбным отношением и решимостью оставаться со мной, пока я продолжаю наше предприятие. У неё было несколько возможностей „поправить своё положение“, особенно после того, как она добилась успеха с мистером и миссис Флоренс в роли Либби в „Могучем долларе“. Возможно, она занимала бы лидирующую позицию в качестве несовершеннолетней актрисы в Лондонском театре комедии, но она отклонила все предложения — в последнем случае против моего желания». Холлингсхед был противником присутствия детей-актёров в театре и делал исключение только для Гилкрист.
Известность в качестве актрисы бурлеска к Гилкрист пришла в 1877 году после того, как она исполнила роль девочки со скакалкой в этом театре. Эту же роль она исполнила позже в Вестминстерском Аквариуме. Публика называла Конни «оригинальная девочка театра Гейэти», «ребёнок». Кэтти Пирс отмечала, что карьера Гилкрист проходила по-другому, чем жизнь большинства детей Викторианской эпохи, которые трудились на фабриках, подметали улицы, выполняли другую чёрную работу. Тем не менее, с её точки зрения, девочка подвергалась эксплуатации, как и её сверстники, из-за отсутствия законов о детском труде. Пирс делала вывод: «Хотя она достигла привилегированного положения, на неё с юных лет оказывалось давление, а мать весьма плохо к ней относилась». Девочка продолжала много играть на сцене, в 1881 году специально для неё была написана комедия Чарльза Дж. Фосетта «Пузыри», в которой она исполнила главную роль служанки Полли. Энн Варти отмечала, что эта роль привлекла внимание к её переходному статусу от ребёнка к взрослой женщине, потребовала от неё инициативы и ответственности, но также показала, что девушка «нуждается в совете и защите».

## Личная жизнь
Ада Холл, дочь художника Фрэнка Холла, рассказывала в своих воспоминаниях, что мать Конни была сурова к дочери. Однажды отец Ады, придя домой к Гилкристам, чтобы пригласить девочку для позирования, застал Конни в слезах. Мать избила её за то, что девочка отказалась мыть волосы после одиннадцати часов ночи, так как была измотана тяжёлой работой. Ей приходилось позировать одному из художников, затем спешить домой, чтобы вымыться, привести себя в порядок и причесаться. После этого она должна была танцевать весь вечер в театре и, наконец, устав до смерти и вернувшись домой, снова мыть волосы для нового рабочего дня.
Гилкрист ушла со сцены после гастрольного тура по городам США в 1886 году. Два богатых покровителя, Хью Сесил Лоутер, 5-й граф Лонсдейл, и Генри Чарльз Фиц-Рой Сомерсет, 8-й герцог Бофорт, ввели её в высшее общество: один приобрёл дом в Лондоне, предназначенный для проживания актрис театра Гейэти, собственницей которого стала Гилкрист, а другой стал её приёмным отцом. В июле 1892 года Конни Гилкрист вышла замуж за Эдмонда Уолтера Фицмориса, 7-й графа Оркни. Жениху было двадцать пять лет, а невесте — двадцать семь. Брак был заключён в англиканской церкви Всех душ в центре Лондона.
Супругам принадлежал дом Фицмориса в Лондоне, находившийся возле Лейтон-Баззард, но большую часть времени они проводили в загородном поместье в Бакингемшире. В браке у них родилась дочь Мэри, которая впоследствии стала супругой высокого шерифа Норфолка и получила известность как леди Мэри Констанс Гамильтон Гослинг.
Конни Гилкрист умерла в усадебном доме в деревне Стьюкли в графстве Бакингемшир 9 мая 1946 года. Опубликованный в газете Тhe Star под названием «Скромная отвага» некролог её мужа, умершего через несколько лет после супруги, был больше посвящён Конни, чем покойному. Журналист описывал её «длинные, изящные и невероятно стройные ноги» и «застенчивые фиолетовые глаза, которые выглядывают из-под густой бахромы пшеничного цвета». Энн Варти с иронией отмечала в книге «Дети и театр в викторианской Британии», что некролог графа затмил «Гармонию в жёлтом и золотом» Уистлера.

## Конни Гилкрист — модель Фредерика Лейтона
Девочка начала позировать художникам в четыре года, но получила известность в начале 1870-х годов как натурщица живописца Фредерика Лейтона. Будучи человеком Викторианской эпохи, Лейтон был озабочен соответствием своей жизни строгим общественным требованиям. Его друзья отмечали напряжённость, свойственную ему из-за этого. Только среди маленьких детей, к которым он испытывал глубокую привязанность, Лейтон мог расслабиться. Эдвард Бёрн-Джонс писал, что «он рисует детей с настоящим восторгом». Лейтон создавал небольшие картины, изображающие детей, которые направлял на выставки Королевской академии художеств вместе с более крупными работами.

### Картина «Маленькая Фатима»
Впервые Конни позировала для Федерика Лейтона в возрасте шести лет в работе над полотном «Клеобул обучает свою дочь Клеобулину» (англ. «Cleobolos instructing his daughter Cleoboline», около 1871, масляная живопись по холсту, местонахождение неизвестно). Первым получившим широкую известность и дошедшим до нашего времени образом Конни Гилкрист стала арабская девочка на картине Лейтона «Маленькая Фатима» (англ. «Little Fatima», встречается — «Юная Фатима», англ. «Young Fatima», около 1875, на этикетке, прикреплённой к подрамнику, присутствует надпись «Фред Лейтон / V / Маленькая Фатима», масляная живопись по холсту, по другой версии — на бумаге, наклеенной на холст, размер — 40,7 × 25,4 см, по другим данным — 39,50 × 24,00, картина была представлена на выставках 1875, 1897 и 1989 годов в Лондоне). Полотно было представлено на выставке в Королевской академии в 1875 году. Увидевший его там художественный критик The Art Journal назвал юную натурщицу «маленькой восточной феей с самой чарующей грацией». Наиболее известный критик Великобритании того времени Джон Рёскин заметил: «Есть ещё одна прекрасная малышка в пурпурной драпировке от мистера Лейтона… которая была бы бесконечно более изящна в розовом платье и с именем Пэтти».
Источником вдохновения для «Маленькой Фатимы» была девочка, с которой художник столкнулся во время своих путешествий по Ближнему Востоку. Лейтон писал о ней в своих дневниках 1868 года: «Частым спутником в моей работе является моя подруга, маленькая Фатма (англ. «Little Fatma»), милый маленький ребёнок лет пяти, с ярким лицом и двумя рядами самых белых зубов, которые когда-либо видели. Она садится рядом со мной, иногда глядя на картину, иногда на художника, чаще всего на ящик для краски… Иногда она задумчиво рисует узор маленьким коричневым пальцем на моих пыльных ботинках… маленькие турки не были так хороши, как Фатма, маленькая арабка». Между 1873 и 1875 годами Лейтон изобразил фигуру Фатимы в том же фиолетовом костюме и в похожей позе стоящей во весь рост в интерьере Большой мечети Дамаска (в настоящее время эта картина находится в Музее Харриса и Художественной галерее в Престоне). Хотя источником вдохновения Лейтона была Фатма, натурщицей для картины 1875 года стала Конни Гилкрист. Полотно находилось в коллекции Роберта Киркмана Ходжсона (предположительно, племянник Джеймса Стюарта Ходжсона — близкого друга Лейтона) до продажи в 1924 году. Затем картина неоднократно переходила на аукционах из одних частных рук в другие, последний раз она была продана в сентябре 2018 года за 125 000 евро

### Картина «Дафнефория»
На картине Фредерика Лейтона «Дафнефория» (англ. «Daphnephoria», рус. «Несение лавра», 1874—1876, находится в коллекции Художественной галереи леди Левер в Порт-Санлайте, инв. № LL3632, масляная живопись по холсту, 231 × 525 см) с Конни Гилкрист был написан целый хор маленьких, стоящих в профиль, похожих друг на друга поющих девочек с пухлыми лицами, развевающимися волосами и широко открытыми ртами. «Не кажется ли вам, что они ловят мух?» — писал с иронией британский еженедельный юмористический журнал «Панч» 13 мая 1876 года. Маргарет Ф. Макдональд отмечала в биографическом очерке, посвящённом модели, что обнажённые плечи девочек придают их группе «необычайную чувственность». Ряд восторженно поющих фигур, частью которого являются девочки, написанные с Конни, был вдохновлён фризом скульптора эпохи Возрождения Луки делла Роббиа. Этот фриз, изображающий певчих, выполнен на хорах в соборе Флоренции. Дафнефория — праздник в Древней Греции, проводившийся каждый девятый год в честь Аполлона. Это самая грандиозная из множества огромных процессионных картин, на которых во многом основывается репутация Лейтона. «Дафнефория» была написана для столовой его близкого друга и покровителя, банкира Джеймса Стюарта Ходжсона, который был вынужден продать полотно после первого краха Barings Bank в 1890 году. Картина была куплена Джорджем Маккалоу, британским коллекционером, который разбогател на австралийских золотых приисках. Его коллекция была продана в 1913 году, картину «Дафнефория» приобрёл промышленник и меценат Уильям Левер, 1-й виконт Леверхульм. Когда он скончался в 1925 году, то перед похоронами его гроб в окружении цветов разместили под этой картиной.

### Другие картины Лейтона
Конни изображена также на картинах «Урок музыки» (англ. «The Music Lesson», 1877, масляная живопись по холсту, 93 × 95 см, Художественная галерея Гилдхолла, Лондон) и «Изучение манускрипта на подставке для чтения» (англ. «Study; at a Reading Desk», 1877, масляная живопись по холсту, 63 × 72 см, Садли-хаус, Ливерпуль). Эти две картины были представлены на выставке в Королевской академии в 1877 году. Рецензент The Art Journal назвал первое полотно «самым ярким произведением искусства на всей выставке», а Конни — «прекрасной девочкой». На обеих картинах девочка окружена подлинными предметами арабского быта, которые художник привёз из путешествия в Дамаск
Последняя картина Лейтона и Гилкрист — «Скручивание мотка пряжи» (англ. «Winding the skein», около 1878, масляная живопись по холсту, 100,3 × 161,3 см, полотно не подписано художником и не датировано, Галерея искусств Нового Южного Уэльса, Сидней, Австралия, приобретено в 1974 году). В 1867 году Лейтон посетил греческий остров Родос и сделал наброски местных натурщиц на террасе крыши дома, а также написал вид на широкий залив и холмы за городом. Он вернулся к этим наброскам в 1877 году, отправившись в Испанию в поисках ясного октябрьского неба. Искусствоведы находили в картине аллюзии на античных мойр, прядущих нити судьбы. Погода не оправдала ожиданий художника, и он писал картину по воспоминаниям и эскизам. Конни Гилкрист позировала художнику для фигуры девочки.
Лейтон перестал писать Гилкрист, когда она получила известность в качестве актрисы и фотомодели — около 1878 года.

## Конни Гилкрист на картинах Джеймса Уистлера

### «Гармония в жёлтом и золотом: Золотая девушка — Конни Гилкрист»
Американский художник Джеймс Эббот Мак-Нейл Уистлер посещал театр Гейэти целый год, создавая портреты актёров. Он написал картину «Гармония в жёлтом и золотом: Золотая девушка — Конни Гилкрист» (англ. «Harmony in Yellow and Gold: The Gold Girl — Connie Gilchrist», масляная живопись по холсту, 217,8 × 109,5, в настоящее время находится в музее Метрополитен в Нью-Йорке, поступила в дар от Джорджа Хирна в 1911 году) — портрет Гилкрист в полный рост на сцене театра, прыгающей через скакалку (Энн Варти ошибочно считала, что это первая картина, для которой позировала Конни). Конни позировала художнику в его студии. Картина «Гармония в жёлтом и золотом: Золотая девочка — Конни Гилкрист» была закончена к 1877 году, когда британская актриса и «светская львица» Лилли Лэнгтри увидела её в студии Уистлера. К тому времени девочка была настолько известна, что Лангтри, которая признавалась, что «видела Конни Гилкрист, но только раз», была уверена в том, что на портрете изображена именно юная актриса. В 1880-х годах картина была куплена депутатом палаты общин от Либеральной партии Генри Лабушером. Уистлер, однако, в дальнейшем одолжил полотно у него, чтобы доработать. Картина продолжала находиться в студии Уистлера до его смерти в 1903 году и только после этого была возвращена Лабушеру.
Критик Чарльз Паско описывал Гилкрист на картине Уистлера «Гармония в жёлтом и золотом: Золотая девушка — Конни Гилкрист» как довольно симпатичную шестнадцатилетнюю девушку с волосами цвета льна, в светло-коричневом платье и чёрных шёлковых чулках, а саму картину как чувственный и реалистичный портрет без надуманных живописных эффектов. Миссис Генри Адамс 15 июня 1879 года описывала картину так: «На Конни фланелевый жилет, достающий до бёдер… сумка и атласные сапоги с высокими каблуками по моде Людовика XV, она прыгает через скакалку с красными ручками». Газета The New York Times сообщала, что «её простодушие [взяло в плен] все сердца». На выставке в галерее Гросвенор, тем не менее, картина была подвергнута критике. Тhe London Express 24 мая 1879 года писал: «Образование мисс Конни Гилкрист, возможно, столь же скудное, как и её одежда, и ей, несомненно, нужно будет подсказать, что [название картины] „Золотая девушка“ является клеветой на её внешность». Карикатура, появившаяся в издании The Mask под названием «Веселье в позолоте… Конни, о которой никто не думает», показывала Гилкрист стоящей напротив огромной бабочки (монограмма Уистлера). Пресса косвенно затрагивала моральные проблемы, в том числе и такую: «Делает ли юность девушки приемлемой достаточно вызывающую одежду в этой сценической роли?» Сам Уистлер был недоволен картиной по другим причинам. В то время как его рисунки пером, изображающие Гилкрист, сильны и выразительны, картина лишена жизни, и разочарованный художник хотел даже её уничтожить.
Сохранились наброски художника к картине, сделанные в процессе её доработки. Местонахождение одного из них в настоящее время неизвестно (1878 год, рисунок выполнен чернилами, предположительно, на белой бумаге, размер — 9,8 × 4,8 см, в качестве подписи изображена бабочка — сигнатура Уистлера, в левом верхнем углу — сценическое имя модели). Второй набросок находится в Британском музее (1879 год, изображение нанесено коричневыми чернилами на бумаге кремового цвета, размер — 15,2 × 9,2 см или 15,4 × 9,4 см, инв. № 1914,0417.2). Сохранились и другие наброски.

### Конни Гилкрист и «голубые девушки» Уистлера
Вторая картина Уистлера, натурщицей для которой была Конни Гилкрист, — «Голубая девушка: портрет Конни Гилкрист» (англ. «The Blue Girl: Connie Gilchrist», масляная живопись по холсту, 188,9 × 88,6 см, Художественная галерея Хантериан в Университете Глазго, инв. № GLAHA 46320), начатая в 1879 году. К этому времени девушка находилась в зените своей славы. Картина, изображающая Гилкрист, осталась незаконченной, но свежесть и непосредственность этой работы способствует, по словам Маргарет Ф. Макдональд, «поэтическому раскрытию её юной грации». «Голубая девушка» оставалась в собственности художника до самой его смерти, когда по завещанию Уистлера была передана в Университет Глазго; по другой версии, картина оказалась в музее как дар Розалинды Бирни Филипп в 1935 году.
Художник и мемуарист Томас Роберт Уэй в своей книге воспоминаний об Уистлере писал, что Конни Гилкрист позировала также для картины «Скерцо в голубом» (англ. «Scherzo in Blue»), однако живописец уехал в Венецию, а когда вернулся, то закончил это полотно с другой натурщицей. Ею стала Мод Мэри Уоллер (1862—1942, позже миссис Монк). Согласно Уэю, Уистлер работал над этой картиной в 1880 году, но современные искусствоведы относят её создание к 1882—1884 годам. Картина выполнена в технике масляной живописи по холсту, местонахождение её в настоящее время неизвестно. Портрет девушки выполнен в вертикальном формате. Она стоит, широко расставив ноги и уперев руки в бёдра. На ней платье с юбкой до колена, длинный жилет поверх него. У девушки длинные волосы, поверх них шляпа с пером. Поза и костюм на этом полотне близки к портрету Элинор Лейланд («Голубая девушка: портрет мисс Элинор Лейланд», YMSM 111). «Скерцо в голубом: Голубая девушка» — последняя из серии «Голубые девушки» Уистлера. Единственная сохранившаяся фотография «Скерцо в голубом: Голубая девушка» для современных искусствоведов содержит основную информацию о картине. По ней исследователи устанавливают пропорции полотна «Скерцо в голубом: Голубая девушка». Предполагается, что размер холста был приблизительно 191 × 99 см. Этюд британского художника Уолтера Сикерта запечатлел студию Уистлера во время работы над картиной «Скерцо в голубом». Сикерт изобразил эту картину на мольберте и светловолосую натурщицу (Конни Гилкрист или Мод Мэри Уоллер) в отдалении, позирующую живописцу.

## Конни Гилкрист и другие художники
Одна из постоянных моделей английского портретиста Фрэнка Монтегю Холла, миссис Доу, порекомендовала ему свою четырёхлетнюю племянницу Конни, а затем привела её в студию. Дочь Холла Ада вспоминала: «Ребёнок был изящным маленьким существом, покорным и послушным, удивительно умным… прекрасной маленькой моделью». Дочери Холла Ада и Олив подружились с Конни, играли с ней в детской, побывали на спектакле с её участием. Хотя Ада вспоминала, что Конни много раз позировала её отцу, современные искусствоведы с уверенностью идентифицировали её лишь на двух картинах: «Я есмь воскресение и жизнь» (англ. «I am the Resurrection and the Life», масляная живопись по холсту, размер — 116,8 × 162,6 см, Художественный музей Лидса, инв. № LEEAG.PA.1894.0016), «Дезертир» (англ. «A Deserter», 1874) и, предположительно, на картине «Лица в огне» (англ. «Faces in the Fire», 1867, Музей Эшмола, Оксфорд, размер — 46,5 × 67,5 см, полотно подписано и датировано: «F. Holl 1867»). Критики, однако, предполагают, что, когда Холл приступил к работе над иллюстрациями для газеты The Graphic в конце 1871 года, сжатые сроки, установленные для рисунков, требовали, чтобы Конни постоянно ему позировала. Известно, что она стала моделью для иллюстрации к «Маленькой Мим» У. Гилберта. Ей было в это время около десяти лет. Конни позировала пять часов без перерыва и была так измотана, что едва могла стоять. Холл и его супруга вынуждены были поддерживать девочку.
Английская художница-викторианка Луиза Джейн Джоплинг вспоминала, что живописец «Джордж Фрэнсис Майлз… раньше часто рисовал эту милую маленькую модель Конни Гилкрист. Он привлёк к ней внимание высшего общества, пригласив девушку присутствовать при посещении принцем Уэльским его мастерской». Типичная работа Майлза, датированная 1882 годом («Конни Гилкрист», карандаш, бумага, частное собрание), изображает лицо Гилкрист: блестящие глаза с тяжёлыми веками под широкими изогнутыми бровями, длинный прямой нос и маленький рот, округлая форма лица, подчёркнутая короткими волнистыми волосами. Техника мягкого фокуса, выбранная Майлзом, наделяет её классические черты на портрете своего рода анонимностью. Британский художник Джон Лавери изобразил Конни Гилкрист на картине «Её первое разочарование» (англ. «Her First Disappointment», 1880, холст, масло, 68,5 × 51 см, частная коллекция). Обозреватель Санда Миллер в отчёте с выставки произведений Лавери, состоявшейся в 1984 году в Белфасте, назвала это полотно «неуклюжей юношеской композицией».

## Конни и Льюис Кэрролл
Писатель впервые увидел девочку в театре Адельфи 13 января 1877 года в пантомиме «Маленькая паинька», в которой были заняты только дети, а Конни исполняла роль Арлекина. Кэрролл был в компании своей маленькой фотомодели Эвелин Хатч. Писатель отметил в дневнике в тот же день, что Конни «одна из самых красивых детей, как лицом, так и фигурой, которых я когда-либо видел. Я должен получить возможность сфотографировать её». Кэрролл послал девочке экземпляр сказки «Алиса в стране Чудес» и акростих на имя Констанс, одновременно задав вопрос её матери о полном имени Конни, чтобы написать акростих и на него (для писателя составление акростиха было прелюдией к фотографированию). Матильда Гилкрист приняла подарок писателя и отправила ему имя дочери «Констанс Макдональд Гилкрист». Две фотографии, сделанные в профессиональных студиях, запечатлели Конни, какой её увидел тогда Кэрролл. Первая показывает лицо девочки крупным планом. На второй актриса изображена в тщательно продуманном наряде, со скакалкой, свисающей со стола на левой стороне изображения. Профессор английского языка в Университете Сассекса и директор его Центра визуальных искусств Линдсей Смит отмечала, что эта фотография передаёт сложный характер одежды, который подчёркивает андрогинность её тела.
Проведя с Гилкрист больше времени (по словам Кейт Райт, полчаса), Кэрролл отметил её утончённость, скромность и стеснительность. 2 июля того же года Кэрролл свозил девочку в Королевскую академию, которая произвела на неё сильное впечатление, особенно после того, как Гилкрист увидела там себя на картине Фредерика Лейтона «Урок музыки». Линдсей Смит считала, что целью посещения Академии собственно и был просмотр двух картин Лейтона, которые там находились и для которых позировала Конни: «Урок музыки» и «Изучение манускрипта на подставке для чтения». После посещения Академии Кэрролл вновь написал в дневнике «о самом прекрасном ребёнке (и лицом, и фигурой), которого я когда-либо знал». «Хотелось бы сделать 100 её фотографий» — мечтал он. Кэрролл даже разработал план, который позволил бы ему сделать фотографии девочки: «Придумал план, который кажется более осуществимым, чем я когда-либо думал, для получения фотографий Конни Гилкрист: остаться в Лондоне, отвезти её в Оксфорд на раннем поезде и забрать её вечером. Это дало бы девять часов в Оксфорде и стоило бы немногим больше, чем оплата за неё и сопровождающего, который был бы обузой». Был ли реализован этот план, осталось неизвестным.
2 октября 1877 года после спектакля «Красная Шапочка» Кэрролл назвал Гилкрист «самой прелестной среди арлекинов» в Театре Адельфи, но через год свежесть девочки в глазах писателя поблекла (Линдсей Смит отмечала, что это совпало с наступлением у неё половой зрелости). Кэрролл разочарованно записал 2 октября 1878 года, посмотрев «Маленького доктора Фауста» в театре Гейэти: «Конни Гилкрист была в роли Зибеля: она теряет свою красоту и не может играть, но старый номер „Танец со скакалкой“ она исполнила великолепно».
Фотография Конни Гилкрист, атрибутируемая Льюису Кэрроллу

### Фотография Конни Гилкрист с монограммойCLD
Фотография (15,7 × 10,7 см), которая в настоящее время хранится в библиотеке Университета штата Пенсильвания (приобретена в 1971 году у лондонской галереи Д'Оффе и Купера), подписана на обороте монограммой англ. CLD (Чарльз Лютвидж Доджсон — настоящее имя Льюиса Кэрролла) тёмно-фиолетовым цветом одной непрерывной линией. На этой фотографии Конни стоит одной ногой на ступеньке садовой лестницы в студии, в туфлях на высоком каблуке с боковыми шнурками. Обувь подчёркивает стройные ноги. Девушка выглядит очень юной. Тёмные волосы ниспадают волнами, на Конни высокий воротник с рюшами под тёмным платьем до колен и опоясывающие бёдра драпировки, собранные сзади в огромный пучок. Сдержанная чувственность изображения, по словам Маргарет Макдональд, подчёркивается грубой окраской фотографии. Костюм может быть датирован примерно 1882 годом. Было высказано предположение, что сделал эту фотографию сам Льюис Кэрролл. Писатель собрал большой альбом фотографий других мастеров, но фотограф и художественный критик Чарльз Манн считал, что Кэрролл не стал бы ставить свою монограмму, которой он придавал большое значение, на чужой фотографии. Манн писал, что хотя фотография несколько грубо окрашена, Кэрролл не возражал против окраски фотографий.
По мнению Маргарет Ф. Макдональд, данная фотография могла быть одной из двух, сделанных с Конни, среди 22 снимков детей, которые были сфотографированы для Кэрролла в 1882 году по его выбору. На второй фотографии Гилкрист, сохранившейся в собрании Кэрролла, девочка изображена крупным планом с такой же причёской и в похожем костюме. Она датируется Маргарет Макдональд приблизительно 1882 годом, хотя другой исследователь, Маас, предложил несколько более позднюю дату — 1885 год. У Гилкрист на снимке тонкий профиль, немного приподнятый прямой нос, маленький рот, глаза с тяжёлыми бровями и большие уши, в которые вдеты серёжки в форме цветка. В 17 лет Конни выглядит очень молодо, причёска оттеняет её юность. Её публичный имидж подчёркивал юную внешность танцовщицы, даже когда она переросла соответствующий возраст.

## Конни на фотографиях и литографиях других мастеров
Конни Гилкрист стала самой фотографируемой молодой актрисой своего времени. Были опубликованы большими тиражами не только фотографии, но и литографические портреты Гилкрист в её сценических образах. Наивная цветная хромолитография Алины (Национальная портретная галерея, Лондон, 32,4 × 20,6 см, дар Теренса Пеппера в 2014 году, инв. № NPG D42844) была опубликована под номером 25 в серии «Общественных портретов» фирмы «Чарльз Гуддолл и сыновья» примерно в 1883 году. На ней изображена Конни в роли сестрицы Анны в спектакле «Синяя борода» и нанесена литографическая подпись. Молодость и невинность подчёркивают соломенная шляпа, короткие волосы, жемчужное ожерелье на шее и платье с короткими воланами. Платье позволяет демонстрировать стройные ноги, обутые в туфли на высоком каблуке, низкий квадратный вырез, отделанный кружевом, подчёркивает грудь натурщицы, а туго затянутое корсетное платье показывает узкую талию. Такие фотографии и гравюры поддерживали популярность юной комедиантки. Как модель и актриса, она опиралась в своей карьере на молодость, здоровье, физические навыки и красивую внешность. Конни Гилкрист закончила артистическую и модельную карьеру в 27 лет, когда вышла замуж за молодого аристократа, который был более чем на год младше неё.
Среди фотографов и литографов, неоднократно запечатлевших молодую актрису, были личный фотограф королевы Виктории и владелец фотостудии W. & D. Downey Уильям Дауни, английский художник и фотограф голландского происхождения, известный как пионер в использовании электрического света в фотографии, Генри ван дер Вейде, фотограф, специализировавшийся на съёмках представителей высшего общества викторианской Великобритании, Александер Бассано и ведущий литограф викторианской эпохи Альфред Конканен, получивший известность иллюстрированными обложками для нот.
- Конни Гилкрист на фотографии студии Elliott & Fry
- Конни Гилкрист в роли Амины в пьесе «Маленький Фра Дьяволо», 1879
- Конни Гилкрист на фотографии Генри ван дер Вейде[англ.]
- Александер Бассано[англ.]. Конни Гилкрист
- Конни Гилкрист на фотографии студии London Stereoscopic Company
- Конни Гилкрист в роли мальчика на фотографии студии London Stereoscopic Company